# Etienne Clare
Etienne Clare (* 2. Dezember 1901 in Paris; † 2. Januar 1975 in Thun) war ein Schweizer Grafiker und Maler.

## Leben
Etienne Clare wurde in Paris geboren und wuchs in Thun auf. In Norddeutschland machte er eine Lehre als Buchhändler. Nach einer Zeit als Schiffsmaler begann er eine Ausbildung in Wandsbek an der dortigen Kunstgewerbeschule. Zurück in der Schweiz lernte er Lithograf. Von 1917 bis 1920 besuchte er die Kunstgewerbeschule in Bern. Von 1927 bis 1929 unternahm er zahlreiche Reisen nach Mittel- und Südamerika, später auch nach Südfrankreich und Italien. Zusammen mit Hans Ittig, Paul Gmünder, Roman Tschabold, Knud Jacobsen und Emil von Gunten gründete er 1958 die Galerie Aarequai in Thun. Die Gruppe besuchte mehrfach Cuno Amiet in Oschwand. 1961 hatte er zusammen mit anderen Künstlern aus Thun eine Ausstellung am Kunstmuseum in Braunschweig.  und 1964 die Ausstellung Thuner Kunst im 20. Jahrhundert im Kunstmuseum Thun. Bis zu seinem Tod 1975 stellte er regelmässig in der Galerie Aarequai und den Weihnachtsausstellungen im Kunstmuseum Thun aus.

## Werk
Clare wurde besonders mit seinen farbenfrohen Plakaten zum Schweizer Tourismus bekannt, beispielsweise mit den beiden Motiven Strandbad Thun (1933 und 1936) oder Thun (1938). Von ihm stammen auch Mosaiken oder Sonnenuhren im öffentlichen Raum, sowie Holzschnitte, Lithografien, Aquarelle und Ölbilder. Clare war Mitglied bei XYLON, der internationalen Vereinigung der Holzschneider. In der Ausgabe Xylon 72 ist die Abbildung eines seiner Werke enthalten.

## Gruppenausstellungen
- Galerie Aarequai, Thun 1963, 1965, 1967, 1971, 1973
- Kunstmuseum Thun, Weihnachtsausstellungen 1955, 1958, 1959, 1960, 1972, 1975[7]
- Kunstmuseum Braunschweig, 1961
- Thuner Kunst im 20. Jahrhundert, Kunstmuseum Thun, (Herausgabe einer Mappe mit Holzschnitten), 1964
- Gedenkausstellung zum Tod von Etienne Clare, Galerie Art + Vision, Bern 1975
- Gedenkausstellung Etienne Clare und Felix Hoffmann, Kunstsammlung der Gemeinde Steffisburg, 1981
- Etienne Clare und Martin Thönen, Galerie Rosengarten, Thun, 1990
- Etienne Clare, Paul Gmünder und Alfred Glaus, Wichterheergut, Oberhofen, 2005
- Etienne Clare, Werner Engel und Knud Jacobsen, im Hochhuus Steffisburg, 2014
- Original Druckgrafik, Galerie Rosengarten, Thun, 2016[8]
- "Bilder erzählen", Kunstmuseum Thun, 2017

## Werke in Sammlungen
- Kunstmuseum Thun
- Kunstsammlung Hans & Marlis Suter, Steffisburg[9]
- Kunstsammlung der Gemeinde Steffisburg